# Freie Wirtschaftszone Klaipėda
Die Freie Wirtschaftszone Klaipėda (lit. Klaipėdos laisvoji ekonominė zona) ist ein räumlich abgegrenztes geographisches Gebiet von 412 ha innerhalb Klaipėdas in Litauen, für das rechtliche und administrative Erleichterungen für Investoren bestehen (Sonderwirtschaftszone). Die Zone wurde 2002 errichtet. Die Investitionen betragen 1,51 Mrd. Litas (350 Mio. Euro). Es gibt 1.258 Arbeitsplätze. Die Unternehmen litauischer Herkunft bilden etwa ein Drittel (z. B., Biodiesel-Produktionsfirma Mestilla, der führende litauische Hersteller von PET-Verpackungen, die Nemuno Banga Group (NBG), hat gemeinsam mit der spanischen "Interquisa" ein neues Werk u. a.). Aus Thailand kam "Orion Global Pet".